# Cleisostoma parishii
Cleisostoma parishii es una especie de orquídea que se encuentra en Asia.

## Descripción
Es una planta pequeña a grande, que prefiere el clima cálido, de hábitos epifitas que crece con un tallo grueso envuelto por las bases de las hojas y que lleva muchas hojas dísticas, ligeramente carnosas a densamente coriáceas, con el ápice bilobulado desigual. Florece en la primavera en una inflorescencia axilar, mucho más larga que las hojas, de 30 cm de largo, que surgen de los nudos inferiores del tallo, a veces ramificada.

## Distribución y hábitat
Se encuentra en China y Birmania en los troncos de árboles en bosques de hoja perenne de hojas anchas en alturas de hasta 1000 metros. 

## Taxonomía
Cleisostoma parishii fue descrita por (Hook.f.) Garay y publicado en Botanical Museum Leaflets 23(4): 173. 1972.
Etimología
Cleisostoma: nombre genérico que deriva del griego: kleistos, que significa "boca cerrada".
parishii: epíteto nombrado en honor de Parish (misionero inglés y recolector de orquídeas de los años 1800).
sinonimia
- Sarcanthus parishii Hook.f.	[4][5]